# Sebastes joyneri
Sebastes joyneri és una espècie de peix pertanyent a la família dels sebàstids i a l'ordre dels escorpeniformes.

## Reproducció
És de fecundació interna i vivípar.

## Alimentació
El seu nivell tròfic és de 3,09.

## Hàbitat i distribució geogràfica
És un peix marí, demersal i de clima temperat, el qual viu al Pacífic nord-occidental: el Japó (les prefectures de Niigata i d'Iwate), Corea del Sud, Taiwan i la mar del Japó.

## Observacions
És inofensiu per als humans i el seu índex de vulnerabilitat és d'alt a molt alt (66 de 100).